# Daniel Neumark
Daniel M. Neumark (né en 1955) est un chimiste américain spécialisé dans la chimie physique et la structure et la dynamique moléculaires. Il se spécialise dans l'utilisation des techniques d'ultra-vide (notamment les faisceaux moléculaires) et de la photochimie pour caractériser les états quantiques d'entités chimiques insaisissables ou à courte durée de vie en phase gazeuse,.

## Biographie
Neumark obtient son BA et MA de l'université Harvard et ensuite son doctorat en chimie physique de l'université de Californie à Berkeley dans le laboratoire du futur lauréat du prix Nobel Yuan Tseh Lee. De 1984 à 1986, il est boursier postdoctoral à l'Université du Colorado. Il est actuellement professeur à l'université de Californie à Berkeley. Il est directeur de la division des sciences chimiques du Laboratoire national Lawrence-Berkeley de 2000 à 2010.
Neumark remporte le prix William F. Meggers en 2005, le prix Irving-Langmuir en 2008, le prix Herbert-P.-Broida en 2013 et le prix Bourke en 2018. Il est membre élu de l'Association américaine pour l'avancement des sciences, de l'Académie américaine des arts et des sciences et de la Société américaine de physique,,.